# Teodota
Teodota (in greco Θεοδότη?; 780 circa – dopo il 797) è stata la seconda imperatrice consorte di Costantino VI dell'Impero bizantino.
Faceva parte di un'illustre famiglia di Costantinopoli e suo fratello Sergio era stato nominato hypatos. La loro madre Anna era sorella di Teoctista e di suo fratello Platone. Teodota era quindi cugina materna di primo grado di Teodoro Studita, figlio di Teoctista.

## Biografia

### Matrimonio
Nel 794, Teodota era al servizio di Irene come dama di compagnia (koubikoularia). Irene era la vedova di Leone IV il Cazaro e madre del suo erede Costantino VI. Irene era stata reggente dal 780 al 790 e deteneva ancora il titolo di imperatrice.
Costantino era sposato con Maria di Amnia e la coppia imperiale ebbe due figlie, Eufrosina e la più giovane Irene. Tuttavia, secondo la cronaca di Teofane Confessore, a un certo punto Costantino si era rivoltato contro la prima moglie. Teofane attribuisce il deterioramento del matrimonio alle macchinazioni di Irene, ma anche la mancanza di un erede maschio dopo sei anni di matrimonio potrebbe essere una delle ragioni. In ogni caso, Costantino prese Teodota come sua amante reale.
Nel gennaio del 795, Costantino divorziò da Maria. Maria ed entrambe le figlie furono mandate in un convento nell'isola di Prinkipo. Nell'agosto del 795, Teodota fu ufficialmente promessa sposa all'imperatore e proclamata Augusta, titolo che Maria non aveva mai ottenuto. Nel settembre del 795, Teodota e Costantino si sposarono nel palazzo intitolato a San Mamas. Teodote era diventata imperatrice consorte dopo otto mesi dalla destituzione di Maria.

### Imperatrice
La legalità del matrimonio ha scatenato una controversia religiosa almeno da quando è stato annunciato il fidanzamento. Il divorzio iniziale aveva incontrato la disapprovazione degli ambienti della Chiesa. Il risposarsi mentre Maria era ancora viva fu visto come un tentativo di legalizzazione dell'adulterio.
Anche i sostenitori dell'imperatore si tenevano a distanza. Le cerimonie matrimoniali imperiali venivano tipicamente celebrate dal Patriarca ecumenico di Costantinopoli. Il Patriarca Tarasio aveva acconsentito con riluttanza sia al divorzio che al secondo matrimonio, ma si era rifiutato di officiarlo lui stesso. Il matrimonio fu celebrato da un certo Giuseppe, un sacerdote di Santa Sofia.
Nella cosiddetta "controversia moechiana" (dal greco: μοιχός, "adultero"), suo zio Platone e suo cugino Teodoro, rispettivamente abate del monastero di Sakkoudion, da poco ritiratosi, e suo successore, avviarono proteste contro il matrimonio e chiesero la scomunica di Giuseppe e di tutti coloro che avevano ricevuto la comunione da lui. Sembra che abbiano espresso il sentimento di gran parte dell'ambiente monastico del loro tempo.
Sembra che Costantino e Teodota abbiano tentato una pacifica riconciliazione con i loro detrattori per i primi due anni del loro matrimonio. Tuttavia, tutte le offerte furono respinte e alla fine Costantino perse la pazienza. All'inizio del 797, le truppe imperiali furono inviate al monastero di Sakkoudion e la comunità fu dispersa. Teodoro fu fustigato e, insieme ad altri dieci monaci, esiliato a Salonicco, mentre Platone fu imprigionato a Costantinopoli. A questo punto, Costantino sembra aver perso tutto il sostegno significativo della fazione iconodula. Gli iconoclasti dissidenti erano già contro Irene e suo figlio dal momento della restaurazione delle icone decisa nel Secondo Concilio di Nicea (787).
Irene stava intanto organizzando una potente cospirazione contro il figlio. La perdita del sostegno a Costantino aiutò probabilmente i suoi sforzi nel trovare sostenitori sia a corte che nella Chiesa. Costantino fu deposto e accecato nell'agosto del 797. Gli succedette la madre.

### Ritiro
A Teodota fu concesso di ritirarsi in un palazzo privato insieme al marito accecato. Ci sono testimonianze contraddittorie su quanto tempo sopravvisse alla sua deposizione, che vanno da dieci giorni a un decennio. La residenza fu convertita in monastero mentre Teodota era ancora in vita.
Simeone Metafraste identificò questa nuova istituzione monastica con il "monastero di Isidoro", dal nome del patrizio che avrebbe costruito il palazzo. Questo Isidoro avrebbe lasciato Roma con Anicio Olibrio dopo il sacco di Roma da parte di Genserico nel 455. Giorgio Amartolo riferisce che qualche decennio dopo Teofilo (regnante tra l'829 e l'842) convertì l'edificio originario in un ostello e trasferì le monache in una nuova residenza. Non è stato menzionato se Teodota fosse ancora tra loro.

## Discendenza
Teodota e Costantino VI ebbero due figli conosciuti:
- Leone (7 ottobre 796 - 1º maggio 797). Teofane ne registra le date di nascita e di morte.
- Un figlio senza nome, nato dopo la deposizione del padre. Menzionato nella corrispondenza di Teodoro Studita. Morto tra l'802 e l'808.